# Corning (Kansas)
Pour les articles homonymes, voir Corning.
Corning est une ville américaine située dans le comté de Nemaha, au Kansas. Selon le recensement de 2010, sa population est de 157 habitants.